# Вольное (Волновахский район)
Вольное (укр. Вільне) — село на Украине, находится в Волновахском районе Донецкой области.
Код КОАТУУ — 1421581301. Население по переписи 2001 года составляет 1058 человек. Почтовый индекс — 85762. Телефонный код — 6244.

## История
В 1923 году приказом Мариупольского окрисполкома в ознаменование 6-й годовщины Октябрьской революции село Богословка переименовано в Раковское.
В селе родился Герой Советского Союза Пётр Костюченко.

## Адрес местного совета
85762, Донецкая область, Волновахский р-н, с. Вольное, ул. Радянська, 1